# Bear Mountain State Park
Il Bear Mountain State Park è un parco nazionale e zoo istituito nella cittadina di Stony Point, nello stato di New York, Stati Uniti d'America. Fondato nel 1913, copre un'area di 16 ettari. Il Bear Mountain State Park comprende Bear Mountain e Dunderberg Mountain che copre un'area di 5,205 acri.